# نقطة كمومية جانبية

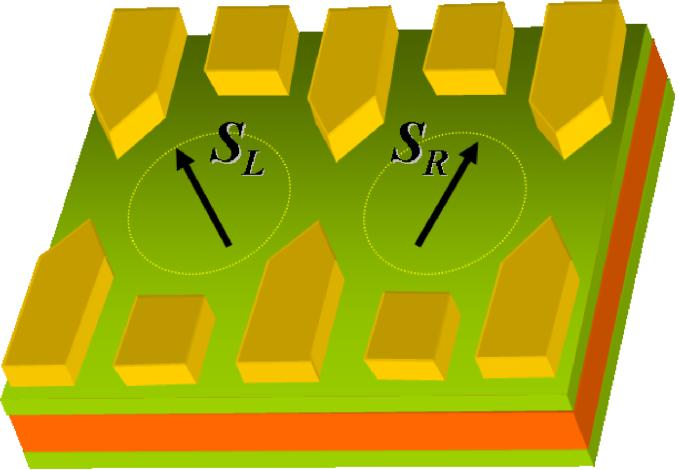

تُعَدُ النقطة الكمومية الجانبية (بالإنجليزية: Lateral quantum dot)‏ أحد أنواع النقاط الكمومية والمصنعة بواسطة فرض  مساحةٍ صغيرةٍ من الكمون المتناقص في غاز الإلكترون ثنائي الأبعاد (بالإنجليزية: two dimensional electron gas)‏، من خلال استخدام  وسيلة البوابات الإلكترونية، ومما يؤدي إلى أن يتم حجز الإلكترونات أو ثقوب الإلكترونات في مستويات غازات الإلكترون ثنائية الأبعاد. وبمجرد تطبيق  حالة الكمون، فمن المفضل على مستوى الطاقة لعددٍ محددٍ من الإلكترونات (أو الثقوب) لأن يظل محجوز أو مقيد في مساحةٍ محددةٍ من غازات الإلكترون ثنائية الأبعاد (بالإنجليزية: 2DEG)‏، مما يؤدي إلى أن يتم إزالة الحرية ثنائية الأبعاد الباقية و الثلاثة تحجيمات البعدية للإلكترونات أو الثقوب. وهنا تكون غازات الإلكترونات ثنائية الأبعاد محبوسة أو محتجزة فيما بين صفائح أشباه الموصلات ومنها  زرنيخيد الإنديوم الثلاثي و زرنيخيد الغاليوم الثلاثي. هذا وتختلف عملية تصنيع النقاط الجانبية كثيراً عن تلك النقاط الكمومية المجمعة ذاتياً.

## تصور مبسط
فكر في الموضوع على أنك داخل حجرةٍ ذات أسقفٍ منخفضةٍ ذات جهاز الترامبولين (بالإنجليزية: trampoline)‏ حيث تستطيع أن تدحرج كرة تنس الطاولة (بالإنجليزية: ping pong ball)‏ سواءً حولها أو عبرها. على الرغم من ذلك، فعندما يتم وضع جسماً ثقيلاً في الوسط، فإن كرة تنس الطاولة تتدحرج نحوه في الوسط، وتصبح محاصرة أو مقيدة حينئذٍ. وتمثل البوابة الإلكترونة (والتي يعبر عنها بالجسم الثقيل) ما يتسبب في خفض وتقليص طاقة الكمون (سطح جهاز الترامبولين). كما أن الجسيم (معبراً عنه بكرة تنس الطاولة) لا يستطيع أن يخترق الأرضية، أو السقف أو حتى جوانب الترامبولين؛ ومن ثم يصبح مقيداً أو محتجزاً!